# Encarnación de Díaz
Encarnación de Díaz è una città capoluogo dell'omonimo comune del Messico, situato nello stato di Jalisco.

## Origini del nome
Il nome della città e del comune di cui è capoluogo si deve a un'immagine ritrovata nella zona, per cui il luogo era inizialmente noto come Sauz de los Macías e successivamente come Villa de la Encarnación. Nel 1879 fu aggiunto il complemento "de Díaz" in memoria del generale Porfirio Díaz.

## Storia
La città fu fondata da Manuel Agustín Calvillo nel 1760, il luogo era inizialmente noto come Sauz de los Macías; si volle darle il nome di Villa de Nuestra Señora de la Encarnación de los Siete Príncipes; poiché i donatori principali erano sette; il 18 agosto dello stesso anno fu dato il nome di Villa de Nuestra Señora de la Encarnación de los Macías. Dirigendosi a nord, Don Miguel Hidalgo y Costilla attraversò la città dopo la sconfitta di Puente de Calderón. La città era sorvegliata dal generale Agustín Marroquín, che attaccò il forte sulla collina El Baluarte, difeso dalle truppe realiste, e le sconfisse. Non approfittò della vittoria perché, vedendo una nuvola di polvere avvicinarsi sulla strada, credette che stessero arrivando rinforzi per le truppe realiste e fuggì. L'8 febbraio 1766, Don José Basarte, presidente della Corte Reale, le concesse il titolo di Villa, divenendo in seguito una tappa sul Camino Real de Tierra Adentro. L'archivio comunale entrò in funzione il 14 gennaio 1867, ma fu parzialmente distrutto nel 1914, durante la Rivoluzione messicana; attualmente sono conservati i dati dal 1915 a oggi. Negli anni '30, del '900, circa 100 famiglie provenienti dalla Spagna, in particolare dai Paesi Baschi e dall'Andalusia, si stabilirono a Encarnación de Díaz, cercando rifugio dalla guerra civile spagnola. Anche alcuni cittadini francesi giunsero a vivere in città, (anche se in numero minore).

## Demografia
Secondo il censimento della popolazione e delle abitazioni del 2020, (INEGI), la popolazione di quell'anno era di 53.039 persone, di cui il 48,2% uomini e il 51,8% donne. Confrontando questa popolazione con quella del 2015 (53.555 abitanti), si osserva che la popolazione comunale è diminuita dello 0,96% in cinque anni. Nel 2020, Encarnación de Díaz contava 333 frazioni, di cui 56 hanno solo due case e 112 solo una. Encarnación de Díaz è l'insediamento più popolato, con 27.833 abitanti, che rappresentano il 52,5% della popolazione del comune; seguito da Bajío de San José con il 7,7%, Mesón de los Sauces con il 4,7%, El Tecuán con il 4% e San Sebastián del Álamo con il 3,8% del totale comunale.
| Cogice dell'INEGI                        | Località                                 | Abitanti (2020) |
| ---------------------------------------- | ---------------------------------------- | --------------- |
| 140350001                                | Encarnación de Díaz (capoluogo)          | 27 833          |
| 140350017                                | Bajío de San José                        | 4 062           |
| 140350138                                | Mesón de los Sauces                      | 2 483           |
| 140350277                                | El Tecuán                                | 2 143           |
| 140350251                                | San Sebastián del Álamo                  | 2 017           |
| 140350259                                | Santa María Transpontina                 | 1 460           |
| Altre località con meno di 1000 abitanti | Altre località con meno di 1000 abitanti | 13 041          |
| Totale comune                            | Totale comune                            | 53 039          |

## Clima
La maggior parte del comune (52,7%) ha un clima semi-arido-caldo. La temperatura media annua è di 15,2 °C, mentre le temperature massime e minime medie variano rispettivamente tra 29,1 °C e 5,3 °C. La piovosità media annua è di 635 mm. Il periodo più piovoso è luglio. Il numero medio annuo di giorni con gelo è di 26 nel periodo invernale (novembre-marzo).
| Mesi                | Gen. | Feb. | Mar. | Apr. | Mag. | Giu. | Lug. | Ago. | Set. | Ott. | Nov. | Dic. |
| ------------------- | ---- | ---- | ---- | ---- | ---- | ---- | ---- | ---- | ---- | ---- | ---- | ---- |
| Temperatura max. °C | 27   | 21   | 37   | 41   | 44   | 39   | 28   | 27   | 24   | 28   | 28   | 26   |
| Temperatura min. °C | 6    | 8    | 9    | 13   | 14   | 14   | 11   | 13   | 13   | 12   | 9    | 5    |
| Piogge (millimetri) | 17   | 25   | 9    | 1    | 35   | 113  | 212  | 119  | 128  | 52   | 24   | 30   |

## Luoghi di interesse

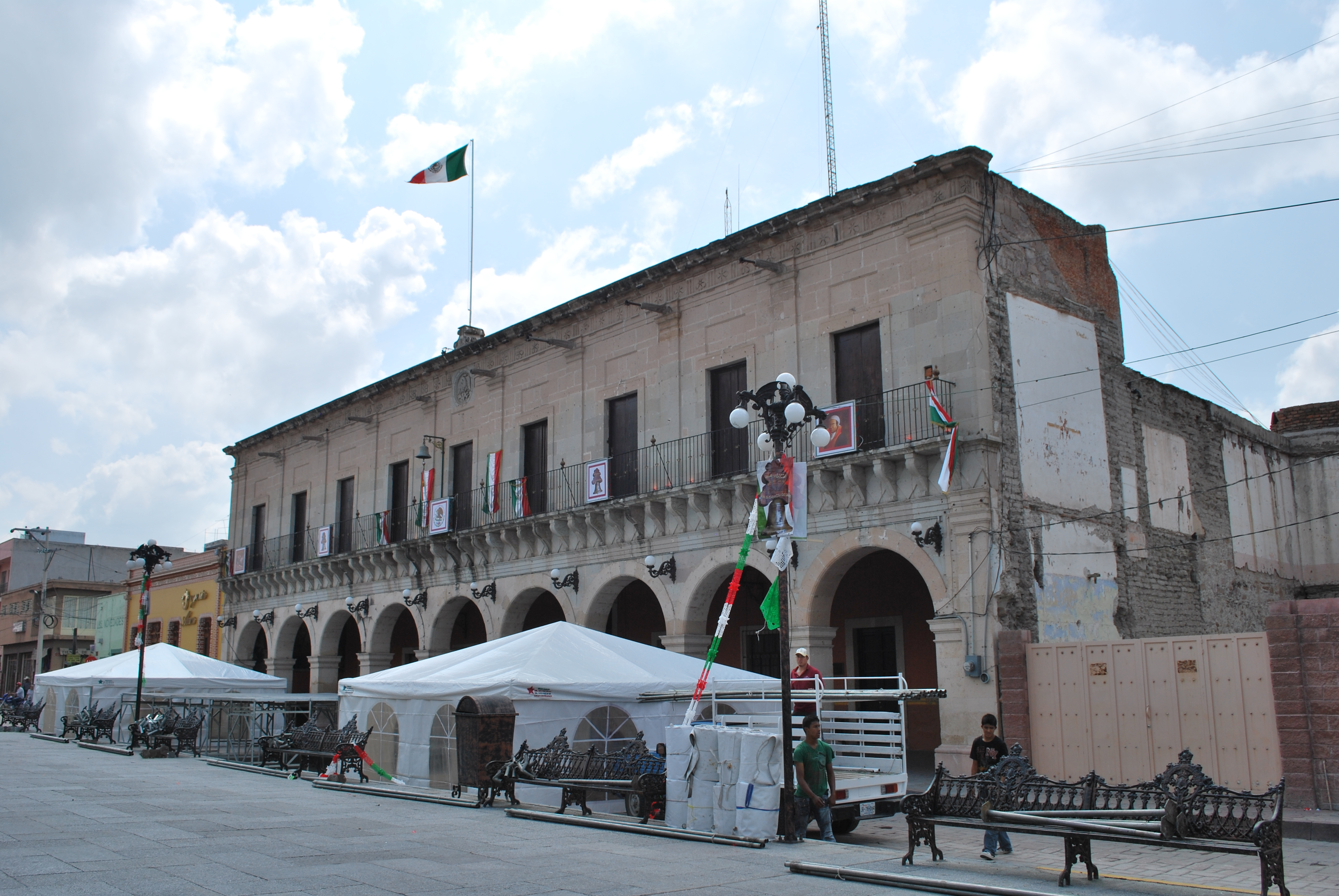
Municipo di Encarnación de Díaz

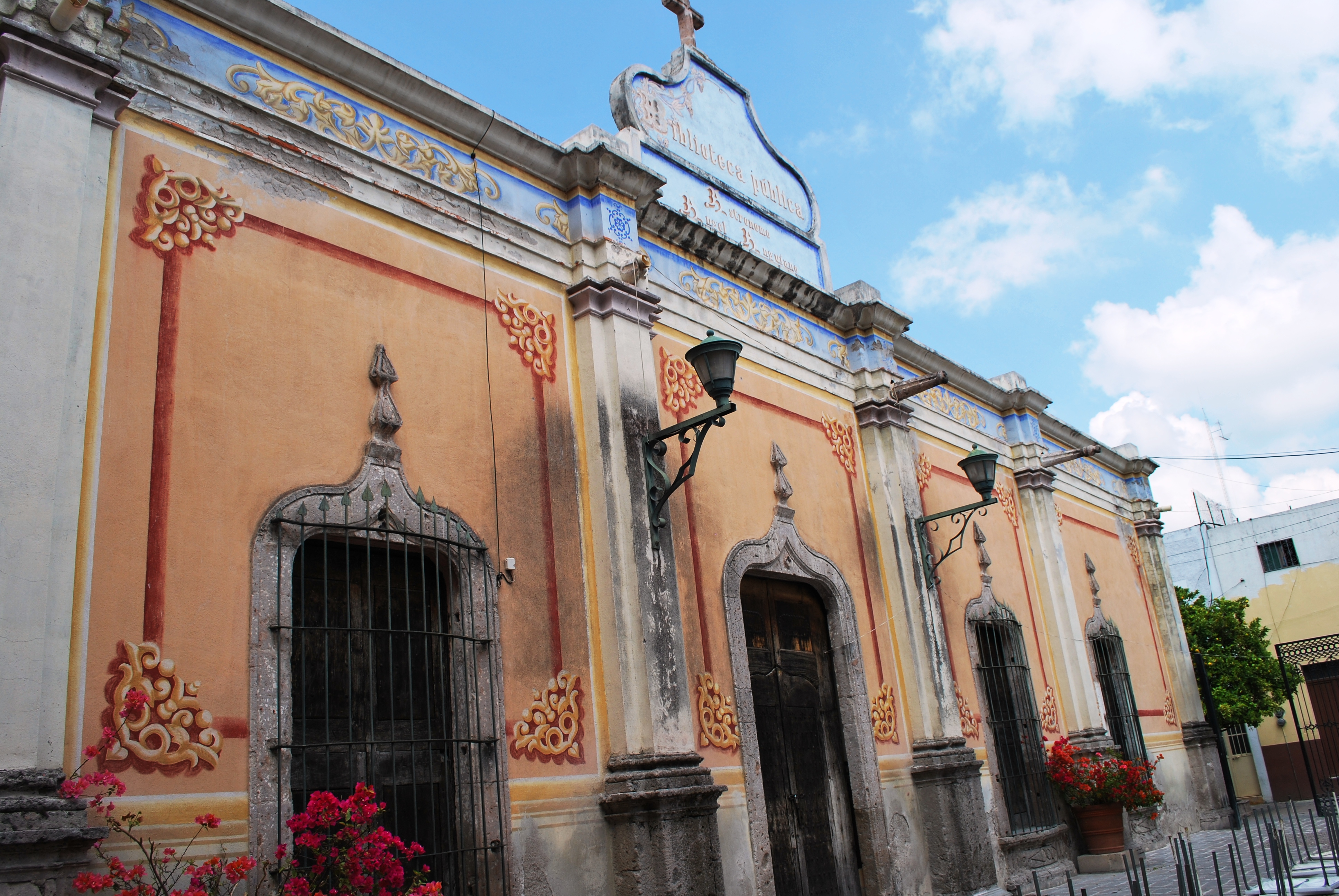
Biblioteca di Encarnación de Díaz

Il centro storico conserva numerosi edifici di epoca coloniale in buono stato di conservazione, tra questi si segnalano:
- Iglesia Parroquial de la Encarnación

- Iglesia de Nuestra Señora de Guadalupe
- Plaza Principal de Encarnación de Díaz (ha un chiosco in ferro battuto nel centro)
- Auditorio "Dr. Pedro de Alba" e Biblioteca Pública "Astrónomo Ángel Anguiano"
- Calle de Jauregui (strada pedonale)
- Palacio Municipal (Municipio)
- Casa del Arzobispo Jacinto López Romo
- Museo Cristero de Encarnación de Díaz

- Panteón del Señor de la Misericordia
- Santuario de Jesús, María y José

- Estación del ferrocarril (Stazione ferroviaria)
- Presa San Pedro (Diga San Pedro)

## Trasporti
Autostrade e strade federali: L'autopista 45D (a pedaggio), Aguscalientes-Queretaro, passa di fianco alla città e permette di evitare il centro, la Carretera Federal 45 (gratuita), collega Aguascalientes a Palmillas, passando per Encarnación, la Carretera Federal 212 (gratuita), collega San Juan de Los Lagos a Encarnación, la Carretera Federal 214 (gratuita), collega Encarnación de Díaz con Bajío de San José.
Autobus extra-urbani: Encarnación de Díaz ha un terminal degli autobus a meno di un kilometro dal cento storico, ci sono destinazioni per: Città del Messico, Tepeji del Rio, Querétaro, Celaya, Salamanca, Irapuato, Silao, Léon, Lagos de Moreno, Aguascalientes, Guadalajara e numerose altre.
Treno: la stazione di Encarnación de Díaz si trova a 2 kilometri dal centro, dal 1999, anno delle privatizzazioni delle ferrovie, non vi sono più treni passeggeri ma solo merci, il servizio è svolto da Ferromex sulla linea Mexico-Ciudad Juarez.
Aereo: Encarnación de Díaz non ha un suo aeroporto, l'aeroporto più vicino è l'Aeropuerto Internacional de Aguascalientes Lic. Jesús Terán Peredo, (Codici IATA: AGU, OACI: MMAS, DGAC: AGU), di Aguascalientes a 31 kilometri di distanza, ha voli nazionali per Città del Messico, Cancún, La Paz, Monterrey, Puerto Vallarta e Tijuana, nonché voli internazionali per gli Stati Uniti: Dallas/Fort Worth, Chicago–Midway e Los Ángeles.